# Râul Pescara
Râul Pescara are o lungime de 145 km, fiind navigabil numai la gura de vărsare în Marea Adriatică unde se află orașul Pescara. Unul din izvoarele sale se află la 5 km de comuna Popoli în „Riserva Naturale delle Sorgenti del Pescara“, apele izvorului provin din Campo Imperatore, masivul Gran Sasso, Provincia dell'Aquila.